# Prosopophorella deteruns
Prosopophorella deteruns är en tvåvingeart som först beskrevs av Walker 1856.  Prosopophorella deteruns ingår i släktet Prosopophorella och familjen lövflugor. Inga underarter finns listade i Catalogue of Life.